# Pomnik Mikołaja II w Olszewie
Pomnik Mikołaja II w Olszewie – jeden z trzech wzniesionych na terenie zaboru rosyjskiego pomników ku czci cara Mikołaja II.
Wzniesienie monumentu było związane z wizytą cara w guberni łomżyńskiej. Władca przybył do Olszewa, by przyglądać się manewrom wojskowym. Na miejscu, z którego je obserwował, miejscowa ludność wzniosła niewielki pomnik, odsłonięty 19 sierpnia 1899.
Obiekt składał się z kamienia umieszczonego na niskim postumencie i tablicy pamiątkowej. W jej górnej części znajdowała się Częstochowska Ikona Matki Bożej, poniżej zaś żeliwna tablica z tekstem poświęconym carowi (dokładne brzmienie jest nieznane) w języku rosyjskim.
Według relacji mieszkańców Olszewa obiekt nie został zniszczony po odzyskaniu niepodległości przez Polskę, jednak jego dokładne zlokalizowanie w obszarze poligonu wojskowego nie było możliwe.